# Bit-Imbi
Bit-Imbi fou una ciutat d'Elam, no localitzada, probablement a la part occidental del regne, que fou seu d'un príncep elamita que fou virtualment independent vers el 648 aC i fins al 646 aC.